# PixelExperience
PixelExperience es un sistema operativo móvil alternativo descontinuado de código abierto para teléfonos inteligentes basado en Android. Se lanzó oficialmente en 2017, con el código fuente disponible en GitHub, aunque se popularizó en 2018.
El 10 de abril de 2024, mediante un comunicado en el blog oficial de PixelExperience, el líder del proyecto José Henrique Silva (jhenrique09) anunció su descontinuación.

## Historia
José Henrique Silva comenzó el proyecto en 2017, teniendo el código fuente en GitHub. Se popularizó de manera significativa a finales de 2018, con la versión 8 basada en Android Oreo, y la versión 9 basada en Android Pie.

## Características
Su característica principal, es que simula o imita al software puro de los Google Pixel.

## Equipo
Los desarrolladores que se encargan de este proyecto son:
- José Henrique Silva (jhenrique09), desde Brasil.
- Akshay Kakatkar (kakatkarakshay), desde India.
- Jeferson Oliveira (jro1979oliver) desde Brasil.
- Chenyang Zhong (jjpprrrr), desde China.
- Henrique Pereira (hlcpereira), desde Brasil.
- Jorge Lucas (jorg3lucas), desde Brasil.
- Rahul Krishna (rk779), desde India.
- Rohan Hasabe (hasaber8), desde India.
- Vipin Mishra (thevipinmishra), desde India.